# Vermelhologia

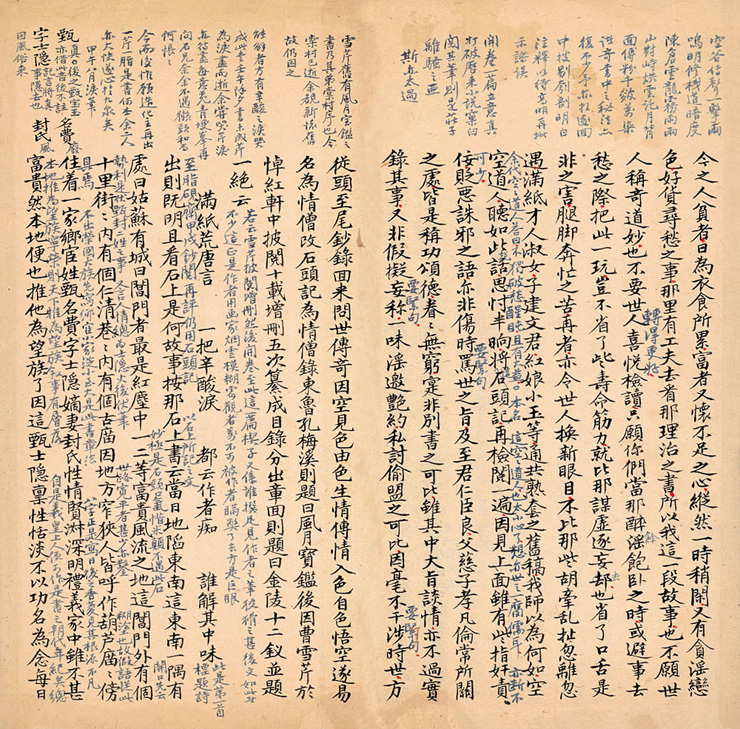
Uma página do romance do "manuscrito Jimao" de 1759.

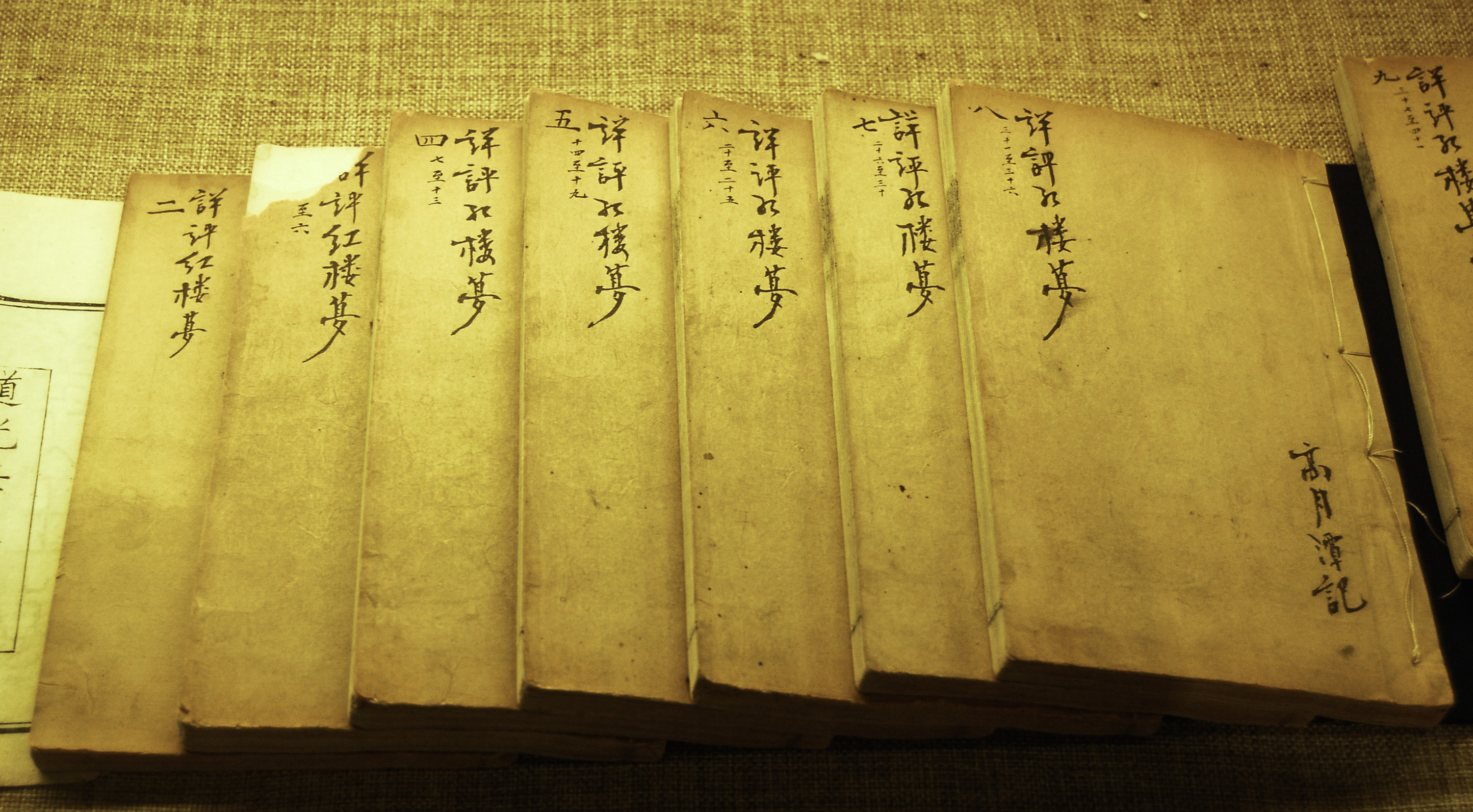
Uma coleção de comentários sobre o O Sonho da Câmara Vermelha de Gao Yuetan

Vermelhologia (chinês tradicional: 紅學, chinês simplificado: 红学, pinyin: hóng xué)  é o  estudo acadêmico do romance de Cao Xueqin intitulado O Sonho da Câmara Vermelha, um dos Quatro Grandes Romances Clássicos da China.  Há inúmeros pesquisadores neste campo; a maioria pode ser dividida em quatro grupos gerais. No primeiro grupo estão os comentadores, tais como Zhou Chun, Xu Fengyi, Chen Yupi, entre outros. O segundo grupo é o grupo do índice, que inclui Wang Mengruan e Cai Yuanpei. O terceiro grupo é o de críticos textuais, incluindo Hu Shi e Yu Pingbo.  O último grupo é o de críticos literários. Existem muitos pesquisadores nesse grupo, o mais notável é Zhou Ruchang.